# Сафонов, Илья Моисеевич
Илья Моисеевич Сафонов (1909—1967) — капитан, Герой Советского Союза.

## Биография
Родился в станице Михайловской (ныне Курганинский район).
В Великую Отечественную войну, являясь командиром миномётной роты, отличился в боях при ликвидации никопольского плацдарма противника. В феврале 1944 года в числе первых форсировал Днепр в районе села Северные Каиры (Украина), обеспечил огнём переправу других подразделений.

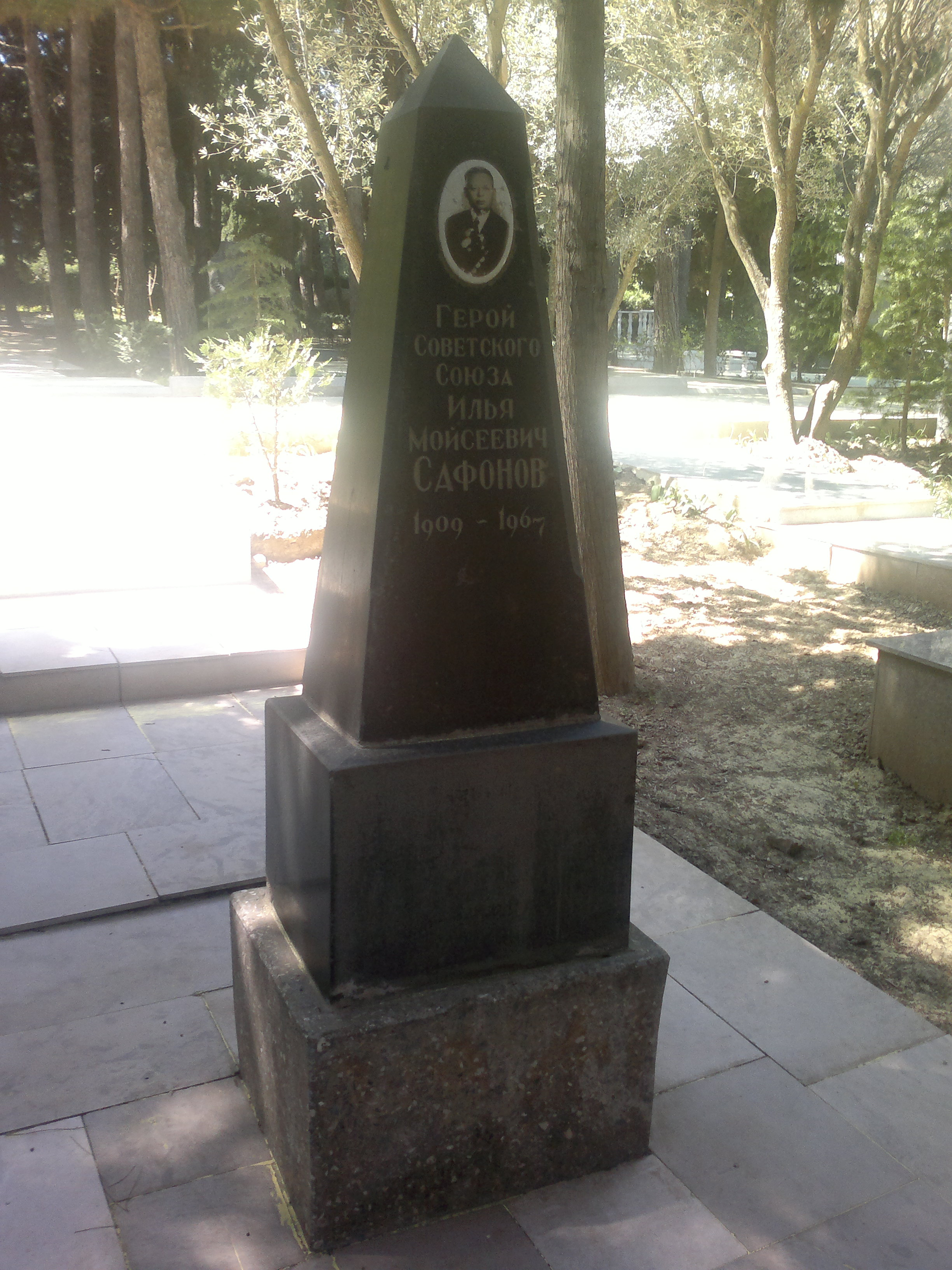
Могила Сафонова на Аллее почётного захоронения в Баку

Указом Президиума Верховного Совета СССР от 3 июня 1944 года Илье Моисеевичу Сафонову было присвоено звание Героя Советского Союза.
В 1948 году уволен в запас. Жил и работал в Баку.
Умер 17 марта 1967 года. Похоронен на Аллее почётного захоронения в Баку.

## Награды
За мужество и героизм был также награждён двумя орденами Александра Невского и двумя орденами Красной Звезды.